# Лессона
Лессона (итал. Lessona) — коммуна в Италии, располагается в регионе Пьемонт, в провинции Бьелла.
Население составляет 2480 человек (2008 г.), плотность населения составляет 222 чел./км². Занимает площадь 11 км². Почтовый индекс — 13853. Телефонный код — 015.
Покровителем коммуны почитается святой Лаврентий, празднование 10 августа.

## Демография
Динамика населения:

## Администрация коммуны
- Официальный сайт: http://www.comunelessona.it/